# Dormitio Virginis (Giotto)

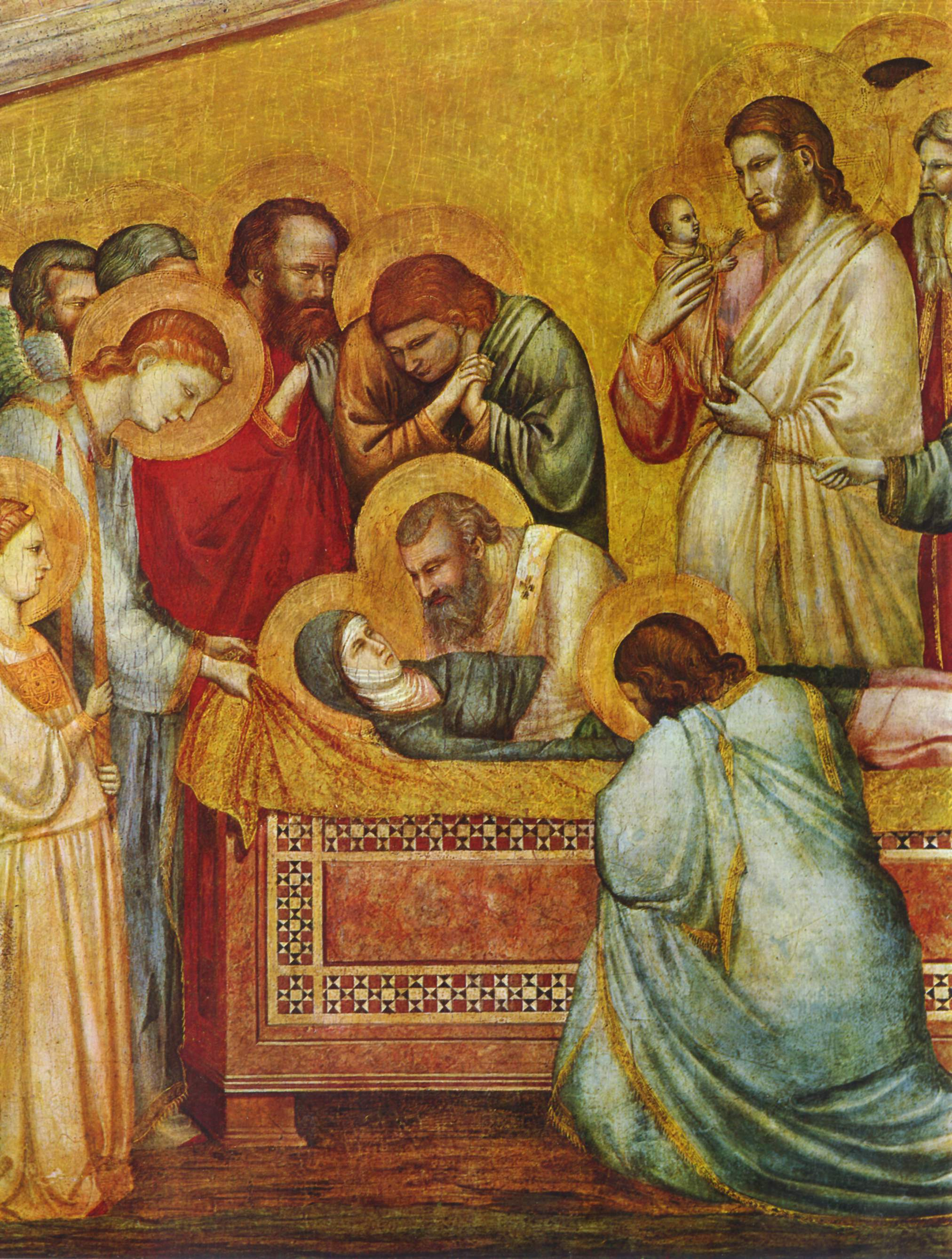
Dettaglio

La Dormitio Virginis è un dipinto a tempera e oro su tavola (74,7x173,4 cm) di Giotto, databile al 1312-1314 circa e conservato nella Gemäldegalerie di Berlino.

## Storia
Questo dossale venne citato da Lorenzo Ghiberti nei Commentari ("la morte di Nostra Donna con angeli e dodici apostoli e Nostro signore") come nella chiesa di Ognissanti a Firenze, assieme alla nota Maestà degli Uffizi. Probabilmente doveva decorare un altare laterale. Anche Vasari, più di un secolo dopo, lo vide nella stessa chiesa e ne riportò l'apprezzamento di Michelangelo. 
Dopo il Concilio di Trento, che comportò la ristrutturazione degli altari nelle chiese, la tavola venne trasferita in un luogo imprecisato e se ne persero le tracce fino al 1841, quando ricomparve nella raccolta del cardinale Fesch, passando poi per le collezioni Davenport Bromley e Langton Dougles. Dal 1913 è al Kaiser Friedrich Museum, confluendo poi nei Musei Statali di Berlino.
Superate le incertezze del passato circa l'attribuzione, l'opera è oggi considerata autografa, sebbene con l'intervento di aiuti (soprattutto nelle figure più periferiche) e cronologicamente vicina alla Maestà. 

## Descrizione e stile
La Dormitio Virginis, ovvero il Transito della Vergine, è rappresentato con uno schema di base tradizionale, col cataletto di Maria circondato da angeli e dagli Apostoli, mentre al centro si leva il Cristo che ne regge "l'animula" rappresentata come una bambina. Il momento è quello della deposizione quando la Vergine morta è calata nel sepolcro con l'aiuto degli angeli che reggono i lembi del sudario e un apostolo che si piega per sostenerla abbracciandone il busto.
Innovativo è l'efficace utilizzo dello spazio in profondità, con i personaggi che si dispongono su più piani in maniera molto naturale, a differenza delle opere di tradizione duecentesca. Si tratta di un espediente già usato nella Maestà di Ognissanti, ma qui appare applicato in maniera più matura, con le figure più lontane che scompaiono dietro le aureole dei personaggi in primo e secondo piano. Inoltre il gruppo dei personaggi asseconda elegantemente la forma del dossale e con pose, gesti e sguardi indirizzano inevitabilmente l'occhio dello spettatore verso il fulcro centrale della scena. I due gruppi laterali sono leggermente asimmetrici, con una linea ascendente che da destra prosegue dritta fino alla testa di Cristo per poi interrompersi nella figura dell'apostolo piegato con le mani giunte al volto, forse Giovanni. Anche il sarcofago di Maria, semplice ma ravvivato da decori cosmateschi, è appena scostato verso sinistra, rompendo la fissità di rigida visione frontale. 
Riuscita appare l'espressione dei sentimenti di dolore dei convenuti, nella gestualità, come negli affreschi dei cicli assisiate e padovano. Il chiaroscuro appare qui attenuato da passaggi morbidi, che esaltano la concertazione dei colori pastello degli abiti e dei delicati toni degli incarnati. L'angelo reggente un cero a destra è quasi identico a quello inginocchiato ai piedi di Maria nella Maestà degli Uffizi.